# Graham Bartram
Graham Bartram (født 18. juli 1963, i Montrose, Angus, Skotland.) er en britisk vexillolog (flagforsker) og flagdesigner, og den nuværende (2009) generalsekretær for FIAV (Fédération internationale des associations vexillologiques). 
Bartram er forfatter til bogen British Flags and Emblems.